# Hot-dog Michigan

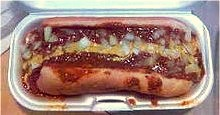
Un hot-dog Michigan.

Le hot-dog Michigan est une variété de hot-dog que l'on trouve principalement dans l'État de New York et dans les casse-croûtes au Québec. Il est composé d'un pain à hot-dog allongé de type bun, garni d'une saucisse cuite à la vapeur ou grillée ; le tout est recouvert d'une sauce tomate, parfois à base de viande, dénommée suivant les endroits « sauce Michigan », sauce bolognaise ou sauce à spaghetti. Des oignons peuvent également garnir le mets.

## Description
La chaîne de restauration rapide québécoise Lafleur est notamment connue pour servir ce type de hot-dog, ainsi que pour son hot-dog steamé (vapeur) et sa poutine.